# Mellanvikt i grekisk-romersk stil för herrar i brottning vid olympiska sommarspelen 2004
Herrarnas brottningsturnering i grekisk-romersk stil i viktklassen mellanvikt vid olympiska sommarspelen 2004 avgjordes den 24-25 augusti i Aten i Ano Liossia Olympic Hall. 

## Medaljörer
| Klass      | Guld                      | Silver                   | Brons                              |
| Mellanvikt | Aleksej Misjin · Ryssland | Ara Abrahamian · Sverige | Vjatjaslaŭ Makaranka · Vitryssland |

## Resultat

### Förkortningar
- EF — Vinst genom förverkande, förloraren ej plancerad
- E2 — Båda brottarna diskvalificerade för brott mot reglerna
- EV — Diskvalifikation från samtliga tävlingar för brott mot reglerna
- EX — 3 varningar eller brott mot reglerna
- PA — Skada/uteblivande
- PO — Vinst efter poäng, förloraren utan teknik-poäng
- PP — Vinst efter poäng, förloraren med teknik-poäng
- SP — Teknisk överlägsenhet, 10 poängs skillnad, förloraren hade poäng
- ST — Teknisk överlägsenhet, 10 poängs skillnad, förloraren utan poäng
- TO — Vinst efter fall
- KP — Klassificeringspoäng
- TP — Tekniska poäng

### Utslagningsronder

#### Grupp 1
| Tävlande                   | Spelade | Vunna | Förlorade | KP | TP |
| -------------------------- | ------- | ----- | --------- | -- | -- |
| Vjatjaslaŭ Makaranka (BLR) | 2       | 2     | 0         | 7  | 6  |
| Levon Geghamjan (ARM)      | 2       | 1     | 1         | 4  | 11 |
| Andrea Minguzzi (ITA)      | 2       | 0     | 2         | 0  | 0  |

|                            | Poäng |                            | KP     |
| -------------------------- | ----- | -------------------------- | ------ |
| Levon Geghamjan (ARM)      | 0–3   | Vjatjaslaŭ Makaranka (BLR) | 0–3 PO |
| Andrea Minguzzi (ITA)      | 0–11  | Levon Geghamjan (ARM)      | 0–4 ST |
| Vjatjaslaŭ Makaranka (BLR) | 3–0   | Andrea Minguzzi (ITA)      | 4–0 TO |

#### Grupp 2
| Tävlande                   | Spelade | Vunna | Förlorade | KP | TP |
| -------------------------- | ------- | ----- | --------- | -- | -- |
| Mohamed Abdelfatah (EGY)   | 2       | 2     | 0         | 6  | 7  |
| Brad Vering (USA)          | 2       | 1     | 1         | 4  | 0  |
| Muchran Vachtangadze (GEO) | 2       | 0     | 2         | 0  | 0  |

|                            | Poäng |                            | KP     |
| -------------------------- | ----- | -------------------------- | ------ |
| Mohamed Abdelfatah (EGY)   | 3–0   | Muchran Vachtangadze (GEO) | 3–0 PO |
| Brad Vering (USA)          | 0–4   | Mohamed Abdelfatah (EGY)   | 0–3 PO |
| Muchran Vachtangadze (GEO) |       | Brad Vering (USA)          | 0–4 PA |

#### Grupp 3
| Tävlande                | Spelade | Vunna | Förlorade | KP | TP |
| ----------------------- | ------- | ----- | --------- | -- | -- |
| Dimitrios Avramis (GRE) | 2       | 2     | 0         | 6  | 8  |
| Behrouz Jamshidi (IRI)  | 2       | 1     | 1         | 4  | 4  |
| Fritz Aanes (NOR)       | 2       | 0     | 2         | 1  | 1  |

|                         | Poäng |                         | KP     |
| ----------------------- | ----- | ----------------------- | ------ |
| Dimitrios Avramis (GRE) | 5–1   | Fritz Aanes (NOR)       | 3–1 PP |
| Behrouz Jamshidi (IRI)  | 1–3   | Dimitrios Avramis (GRE) | 1–3 PP |
| Fritz Aanes (NOR)       | 0–3   | Behrouz Jamshidi (IRI)  | 0–3 PO |

#### Grupp 4
| Tävlande                  | Spelade | Vunna | Förlorade | KP | TP |
| ------------------------- | ------- | ----- | --------- | -- | -- |
| Aleksej Misjin (RUS)      | 2       | 2     | 0         | 6  | 6  |
| Gotja Tsitsiasjvili (ISR) | 2       | 1     | 1         | 3  | 3  |
| Mélonin Noumonvi (FRA)    | 2       | 0     | 2         | 1  | 1  |

|                           | Poäng |                           | KP     |
| ------------------------- | ----- | ------------------------- | ------ |
| Gotja Tsitsiasjvili (ISR) | 3–1   | Mélonin Noumonvi (FRA)    | 3–1 PP |
| Aleksej Misjin (RUS)      | 3–0   | Gotja Tsitsiasjvili (ISR) | 3–0 PO |
| Mélonin Noumonvi (FRA)    | 0–3   | Aleksej Misjin (RUS)      | 0–3 PO |

#### Grupp 5
| Tävlande                 | Spelade | Vunna | Förlorade | KP | TP |
| ------------------------ | ------- | ----- | --------- | -- | -- |
| Hamza Yerlikaya (TUR)    | 3       | 3     | 0         | 10 | 12 |
| Oleksandr Daragan (UKR)  | 3       | 2     | 1         | 8  | 6  |
| Vladislav Metodiev (BUL) | 3       | 1     | 2         | 3  | 5  |
| Tarvi Thomberg (EST)     | 3       | 0     | 3         | 0  | 0  |

|                          | Poäng |                          | KP     |
| ------------------------ | ----- | ------------------------ | ------ |
| Hamza Yerlikaya (TUR)    | 4–1   | Oleksandr Daragan (UKR)  | 3–1 PP |
| Vladislav Metodiev (BUL) | 3–0   | Tarvi Thomberg (EST)     | 3–0 PO |
| Hamza Yerlikaya (TUR)    | 5–2   | Vladislav Metodiev (BUL) | 4–0 PA |
| Oleksandr Daragan (UKR)  | 5–0   | Tarvi Thomberg (EST)     | 3–0 PO |
| Hamza Yerlikaya (TUR)    | 3–0   | Tarvi Thomberg (EST)     | 3–0 PO |
| Oleksandr Daragan (UKR)  |       | Vladislav Metodiev (BUL) | 4–0 PA |

#### Grupp 6
| Tävlande                 | Spelade | Vunna | Förlorade | KP | TP |
| ------------------------ | ------- | ----- | --------- | -- | -- |
| Ara Abrahamian (SWE)     | 3       | 3     | 0         | 9  | 13 |
| Shingo Matsumoto (JPN)   | 3       | 2     | 1         | 6  | 10 |
| Attila Bátky (SVK)       | 3       | 1     | 2         | 4  | 4  |
| Zjanarbek Kenjejev (KGZ) | 3       | 0     | 3         | 3  | 4  |

|                          | Poäng |                          | KP     |
| ------------------------ | ----- | ------------------------ | ------ |
| Attila Bátky (SVK)       | 3–1   | Zjanarbek Kenjejev (KGZ) | 3–1 PP |
| Ara Abrahamian (SWE)     | 5–0   | Shingo Matsumoto (JPN)   | 3–0 PO |
| Attila Bátky (SVK)       | 0–4   | Ara Abrahamian (SWE)     | 0–3 PO |
| Zjanarbek Kenjejev (KGZ) | 1–7   | Shingo Matsumoto (JPN)   | 1–3 PP |
| Attila Bátky (SVK)       | 1–3   | Shingo Matsumoto (JPN)   | 1–3 PP |
| Zjanarbek Kenjejev (KGZ) | 2–4   | Ara Abrahamian (SWE)     | 1–3 PP |

### Utslagningsträd
|  | Kvartsfinaler              | Kvartsfinaler              | Kvartsfinaler |  |  | Semifinaler                | Semifinaler                | Semifinaler          |   |                      | Final                      | Final                      | Final      |
|  |                            |                            |               |  |  |                            |                            |                      |   |                      |                            |                            |            |
|  | Vjatjaslaŭ Makaranka (BLR) | Vjatjaslaŭ Makaranka (BLR) | 2             |  |  |                            |                            |                      |   |                      |                            |                            |            |
|  | Mohamed Abdelfatah (EGY)   | Mohamed Abdelfatah (EGY)   | 0             |  |  | Vjatjaslaŭ Makaranka (BLR) | Vjatjaslaŭ Makaranka (BLR) | 0                    |   |                      |                            |                            |            |
|  | Dimitrios Avramis (GRE)    | Dimitrios Avramis (GRE)    | 2             |  |  | Aleksej Misjin (RUS)       | Aleksej Misjin (RUS)       | 6                    |   |                      |                            |                            |            |
|  | Aleksej Misjin (RUS)       | Aleksej Misjin (RUS)       | 5             |  |  |                            |                            |                      |   | Aleksej Misjin (RUS) | Aleksej Misjin (RUS)       | 1                          |            |
|  |                            |                            |               |  |  |                            | Ara Abrahamian (SWE)       | Ara Abrahamian (SWE) | 1 |                      |                            |                            |            |
|  |                            |                            |               |  |  | Hamza Yerlikaya (TUR)      | Hamza Yerlikaya (TUR)      | 0                    |   |                      |                            |                            |            |
|  |                            |                            |               |  |  | Ara Abrahamian (SWE)       | Ara Abrahamian (SWE)       | 3                    |   |                      | Bronsmatch                 | Bronsmatch                 | Bronsmatch |
|  |                            |                            |               |  |  |                            |                            |                      |   |                      |                            |                            |            |
|  |                            |                            |               |  |  |                            |                            |                      |   |                      | Vjatjaslaŭ Makaranka (BLR) | Vjatjaslaŭ Makaranka (BLR) | 2          |
|  |                            |                            |               |  |  |                            |                            |                      |   |                      | Hamza Yerlikaya (TUR)      | Hamza Yerlikaya (TUR)      | 1          |

|  | 5:e plats |                          |    |  |
|  |           |                          |    |  |
|  | 1         | Mohamed Abdelfatah (EGY) | EV |  |
|  | 1         | Mohamed Abdelfatah (EGY) | EV |  |
|  | 2         | Dimitrios Avramis (GRE)  |    |  |